# UltraDefrag
UltraDefrag — утилита для дефрагментации дисков. Имеет компактный размер, портативную версию, а также отдельные установщики для платформ x86/x64. Оснащен движком, который может работать как в графическом режиме, так и в режиме консоли. Поддерживает Lua-скрипты, а также работу по расписанию. Результат отчёта генерирует в формате HTML.
Может работать с популярными файловыми системами — FAT, exFAT и NTFS.

## Возможности
- Анализ, дефрагментация, быстрая (поверхностная) или полная оптимизация, оптимизация MFT[2]

- Оптимизация системного реестра Windows
- Проверка и исправление дисков
- Поддержка Lua-скриптов
- В установленным виде занимает 2 Мб места на диске
- Наличие портативной версии
- Консольный режим работы
- Фильтрация по размеру фрагмента и сортировки файлов[3]
- Работает на ОС Win 9x/ME/2K/NT/XP и Vista, а также на 64-битных версиях Windows 7 и Vista[4]
- Автоматический запуск до загрузки системы
- Доступна на многих языках